# Gelis anthracinus
Gelis anthracinus är en stekelart som först beskrevs av Forster 1850.  I den svenska databasen Dyntaxa används istället namnet Gelis athracinus. Gelis anthracinus ingår i släktet Gelis och familjen brokparasitsteklar. Arten är reproducerande i Sverige. Inga underarter finns listade i Catalogue of Life.